# Like Gods of the Sun
Like The Gods of the Sun es el cuarto álbum del grupo de doom metal My Dying Bride. Al igual que el disco anterior, este se encuentra cantado solamente con voz limpia. Los ritmos y tempos son más rápidos que en el disco pasado, alejándose parcialmente del doom metal, y abrazando aún más elementos del rock gótico, en particular sus riffs. Al mismo tiempo, el disco suena más pesado y directo que The Angel and the Dark River.
Sería el último disco en contar con los servicios en violín y teclados por parte de Martin Powell y en la batería de Rick Miah.
Se filmó un videoclip para la canción "For You" que aparece en el VHS y DVD For Darkest Eyes en el cual se encuentra un hombre agonizando y una mujer que no lo ayuda, en alusión al tema de la canción.
La canción "A Kiss To Remember" se ha convertido en parte normal y regular de los setlists en vivo de la banda. Por otro lado, la canción final "For My Fallen Angel" tiene un extracto de un poema llamado Venus y Adonis, escrito por el poeta inglés William Shakespeare además de que la canción está hecha en su totalidad por sintetizadores y violines de Martin Powell a manera de despedida.
Las ediciones limitada y japonesa cuentan con el remix bonus "It Will Come (Nightmare Mix)". Esta canción fue incluida en la reedición de 2003 de este álbum junto con un remix adicional de la canción "Grace Unhearing", con el nombre "Portishell Mix". Aaron Stainthorpe le dio aquel nombre debido a que en aquella época era un gran fan de la banda Portishead. Más tarde la banda realizaría un cover de la canción "Roads" de Portishead para la compilación de aniversario "Peaceville X".
La portada del disco fue diseñada por Andy Green.

## Lista de canciones
1. "Like Gods of the Sun" – 5:41
2. "The Dark Caress" – 5:58
3. "Grace Unhearing" – 7:19
4. "A Kiss to Remember" – 7:31
5. "All Swept Away" – 4:17
6. "For You" – 6:37
7. "It Will Come" – 4:27
8. "Here in the Throat" – 6:22
9. "For My Fallen Angel" – 5:55
10. "It Will Come" (Nightmare mix, bonus track en digipak) – 5:36
11. "Grace Unhearing" (Portishell mix, bonus track en digipak) – 7:05

## Créditos
- Aaron Stainthorpe - voz
- Andrew Craighan - guitarra
- Calvin Robertshaw - guitarra
- Adrian Jackson - bajo
- Martin Powell - violín y teclados
- Rick Miah - batería

- Datos: Q979754